# Best live CDs from TOUR 惡-The brightness world
『Best live CDs from TOUR 惡-The brightness world』（ベスト・ライブ・シーディーズ・フロム・ツアー あく-ザ・ブライトネス・ワールド）は、2021年12月24日に発売されたMUCCの3枚目のライブ・アルバム。

## 概要
2021年2月28日から2021年10月3日まで行われていたツアー、「MUCC TOUR 202X 惡-The brightness world」のライブベストテイクCD。各地にて彼らと交流のあるゲストVoが参加した模様を収めたゲスト参加ディスク付き初回限定盤、ゲスト参加ディスクに加え、ツアーの様子を掲載したブックレット付き朱ゥノ吐VIP会員限定受注生産盤、通常盤の3タイプでリリースされた。

## 収録曲

### DISC-1
朱ゥノ吐VIP会員限定受注生産盤、初回限定盤、通常盤共通。
1. 方舟 ＜2021.2.28 福岡サンパレス＞
2. 惡 -JUSTICE- ＜2021.2.28 福岡サンパレス＞
3. CRACK〜神風 Over Drive ＜2021.9.23 中野サンプラザ＞
4. 海月 ＜2021.3.25 愛知県芸術劇場＞
5. アイリス ＜2021.4.3 新潟テルサ＞
6. Friday the 13th ＜2021.9.23 中野サンプラザ＞
7. SANDMAN ＜2021.4.15 LINE CUBE SHIBUYA＞
8. 空忘れ ＜2021.4.15 LINE CUBE SHIBUYA＞
9. 昔子供だった人達へ ＜2021.3.7 仙台サンプラザホール＞
10. 落陽 ＜2021.9.23 中野サンプラザ＞
11. アルファ ＜2021.3.27 大阪オリックス劇場＞
12. MC ＜2021.3.27 大阪オリックス劇場＞

### DISC-2
朱ゥノ吐VIP会員限定受注生産盤、初回限定盤、通常盤共通。
1. スーパーヒーロー ＜2021.3.27 大阪オリックス劇場＞
2. DEAD or ALIVE ＜2021.4.3 新潟テルサ＞
3. 目眩 ＜2021.10.3 ザ・ヒロサワ・シティ会館 大ホール＞
4. スイミン ＜2021.9.23 中野サンプラザ＞
5. My WORLD ＜2021.3.7 仙台サンプラザホール＞
6. スピカ ＜2021.9.23 中野サンプラザ＞
7. 優しい歌 ＜2021.9.23 中野サンプラザ＞
8. 明星 ＜2021.10.3 ザ・ヒロサワ・シティ会館 大ホール＞

### DISC-3
朱ゥノ吐VIP会員限定受注生産盤、初回限定盤のみ。
1. TONIGHT feat.ガラ （メリー） 2021.2.28 福岡サンパレス
2. 茫然自失 feat.左迅 （ex.girugamesh） 2021.3.7 仙台サンプラザホール
3. ファズ feat.葉月 （lynch.） 2021.3.25 愛知県芸術劇場
4. 蘭鋳 feat.NOBUYA, HIROSHI (ROTTENGRAFFTY) 2021.3.27 大阪オリックス劇場
5. ニルヴァーナ feat.暁 （アルルカン） 2021.4.3 新潟テルサ
6. DEAD or ALIVE feat.kyo (D'ERLANGER) 2021.4.15 LINE CUBE SHIBUYA
7. 前へ feat.千秋 （DEZERT） 2021.8.3 よこすか芸術劇場
8. Mr. Liar feat.尋 (NOCTURNAL BLOODLUST) 2021.9.23 中野サンプラザ

### ブックレット
朱ゥノ吐VIP会員限定受注生産盤のみ。
- MUCC TOUR 202X 惡-The brightness world ブックレット（48P）